# 香港小交響樂團
香港小交響樂團（英語：Hong Kong Sinfonietta），是一個於1990年由一群大學音樂系畢業生成立的香港管弦樂團，一直致力拉近古典音樂與普羅大眾間之距離。樂團現有56位合約樂師，並由全職行政人員管理樂團運作。
在香港，樂團終年無休，以香港大會堂為其主要演出場地。樂團每年演出逾80場次，當中包括不少與本地及國際著名獨奏家、藝團之合作，如香港芭蕾舞團及香港歌劇院等。在常規音樂會以外，樂團著意與不同界別之藝術家製作嶄新之跨界節目。樂團演奏之曲目豐富而廣泛，除傳統之管弦樂章外，樂團每年均委約作曲家為樂團譜新曲。樂團所灌錄之多套鐳射唱片，收錄了不少華人作曲家之優秀作品。

## 沿革
樂團於1999年改組及職業化，並由指揮家葉聰先生擔任音樂總監。
自1999年以來，香港小交響樂團經常跟國際知名音樂家合作，包括弗拉基米爾·阿什肯納齊、奧古斯丁·杜梅、傅聰、克利斯朵夫·霍格伍德、盧奇亞諾·帕瓦羅蒂及平夏斯·祖克曼等。樂團亦經常應邀參與本地不同音樂節之演出，如香港藝術節、法國五月及多個由康樂及文化事務署舉辦之藝術節，更多次成為「音樂新文化—國際現代藝術節」之指定樂團。
除本地演出外，樂團常作客海外，及在2001年成為首個獲邀往法國聖里奇音樂節演出之亞洲樂團。2004年，樂團響應「中國在法國」文化年，再次到訪法國，參與聖里奇音樂節及漢斯夏季音樂會之演出。2005年8月，樂團再度應邀參與法國及立陶宛的三個音樂節，及成為首個在波蘭著名的華沙愛樂音樂廳舉行音樂會的中國樂團。2006年5月初，樂團前往東京，在《熱狂之日》音樂祭中演出音樂會，廣獲好評，並獲邀於2007年重訪音樂祭，再演六場。另外樂團亦首度參與上海之春國際音樂節，獻演一場。
香港小交響樂團2002年至2020年由著名指揮家葉詠詩擔任音樂總監，期間致力推動本地古典音樂發展。葉詠詩辭任後，陞任為樂團桂冠音樂總監，原首席客席指揮克里斯托弗·波本（港稱柏鵬）於2023年樂季起真除為音樂總監。

## 活動
樂團深明培育下一代之重要性，並針對各年齡之觀眾，舉辦別樹一格之教育音樂會，包括：
- 我的音樂日記
- 校園交響曲
- 古典音樂速成
- 古典音樂知多少

上述活動自2000年舉辦至今，受到聽眾歡迎，相當程度上拓闊了當地的古典音樂觀眾群。

## 人物

### 樂團成員
- 桂冠音樂總監：葉詠詩
- 音樂總監: 克里斯托弗·波本（英语：Christoph Poppen）
- 小提琴：格德霍特(樂團首席)、金仁善  (署理助理樂團首席)、 李海南(第二小提琴首席)、蔡柏沂、周惜分、馮佳、保坂英子、賈舒晨、羅蔚敏、呂灝然、潘力、彭曉筠、丁鈺、楊宇思、葉紹羲
- 中提琴：陳子信(首席)、劉琛彥(助理首席)、陳敏聰、錢江、顏星安
- 大提琴：張培節(首席)、貝樂安(助理首席)、何國芝、朴詩媛、葉俊禧
- 低音大提琴：永井雅美(首席)、黃敦品(署理助理首席)
- 長笛：上杉晃代(署理首席)
- 雙簧管：薛宇曦(客席首席) 、福原真美
- 單簧管：方曉佳(首席)、陳秋媛
- 巴松管：秦慶生(首席)、田口美奈子
- 圓號：包文慶（首席）、東出真澄、岑慶璋、關山明
- 小號：馮嘉興(首席)、顏熾權(助理首席)、丹尼路
- 長號：陳學賢
- 低音長號：江子文
- 大號：林榮燦(首席)
- 定音鼓：村本曉洋(首席)
- 敲擊樂：周展彤(首席)、小山理惠子
- 豎琴：黃士倫(首席)
- 鍵琴：朱偉恆(首席)

### 駐團藝術家
香港小交響樂團於2006/2007年樂季起舉辦「駐團藝術家」計劃，由音樂總監葉詠詩邀請藝術家在樂季中以不同形式與樂團交流和合作，讓藝術家有較充裕的時間瞭解樂團，將樂團在演藝範疇的功能進一步擴展，同時亦為古典音樂創造新的可能性。
- 2006/2007樂季：伍卓賢
- 2007/2008樂季：伍卓賢、葛蘭傑弦樂四重奏
- 2008/2009樂季：楊嘉輝
- 2009/2010樂季：黎志華
- 2010/2011樂季：黎志華、李嘉齡
- 2011/2012樂季：伍宇烈
- 2012/2013樂季：盧思泓
- 2013/2014樂季：羅詠媞
- 2014/2015樂季：朱栢謙、麥淑賢
- 2015/2016樂季：石家豪
- 2016/2017樂季：陳慶恩
- 2017/2018樂季：陳慶恩
- 2018/2019樂季：高世章
- 2019/2020樂季：麥兜（首度邀請卡通人物擔任「藝術家」）
- 2020/2021樂季：鄺展維
- 2021/2022樂季：鄺展維
- 2022/2023樂季：何博欣
- 2023/2024樂季：何博欣

## 作品節選

### CD
- 1998年：《黃鶴的故事》(指揮：葉聰)
- 1999年：《納西一奇》(指揮：葉聰)
- 1999年：《月謎》(指揮：陳佐湟、葉聰)
- 1999年：《紅旗頌》(指揮：葉聰)
- 1999年：《向卓越奔馳》(指揮：葉詠詩)
- 2003年：《鹿回頭》(指揮：葉聰)
- 2008年：《就是古典音樂》(指揮：葉詠詩)
- 2010年：《就是古典音樂2》(指揮：葉詠詩)
- 2014年：《就是古典音樂3：動物出沒注意！》(指揮：葉詠詩)
- 2018年：《一屋寶貝音樂廳》(指揮：葉詠詩)

### DVD
- 2006年：《古典音樂速成：音樂詞彙笑療法 易》(指揮：葉詠詩)

### 電影
- 2006年《春田花花同學會》飾 管弦樂團

## 其他
- 2016年3月31日：香港小交響樂團創團成員、首席小提琴家黃衛明在聖德肋撒醫院接受「通波仔」手術，術後5天在院內廁所暈倒，最終不治，享年59歲。[2]

## 外部連結
- 香港小交響樂團 （页面存档备份，存于）